# Ulises de la Cruz
Ulises Hernán de la Cruz Bernardo (Piqulucho, 1974. február 8. –) ecuadori válogatott labdarúgó.
Az ecuadori válogatott tagjaként részt vett a 2002-es és a 2006-os világbajnokságon, illetve az 1997-es, 1999-es, 2001-es, 2004-es és a 2007-es Copa América.

## Sikerei, díjai
Barcelona SC
- Ecuadori bajnok (1): 1995

LDU Quito
- Ecuadori bajnok (3): 1998, 1999, 2010
- Recopa Sudamericana (2): 2009, 2010
- Copa Sudamericana (1): 2009